# 神山温泉
神山温泉（かみやまおんせん）は、徳島県名西郡神山町にある温泉である。

## 歴史
古くは塩水大明神として祀られており、現在でも源泉地の近くに祠が建っている。1866年（慶応4年）に湯屋として開業。大正14年（1925年）に「弁天鉱泉湯」として再開。昭和47年（1972年）に「神山温泉保養センター」として開所。1993年（平成5年）にホテル「四季の里」を併設。
2003年（平成15年）に現在の新館「いやしの湯」がオープン。また上角谷川を挟んだ向かい側には農村ふれあい公園があり、藤の花の名所となっている。

## 温質
- ナトリウム塩化物・炭酸水素塩泉（含重曹食塩泉）

## アクセス
- JR徳島駅前より国道438号経由、車で約35分。徳島バス「神山線」「佐那河内線」で、約60分、「神山温泉前」下車、徒歩3分。
- 徳島自動車道「藍住IC」より車で約55分、「板野IC」より車で約60分、「鳴門IC」より、板野IC経由、車で約65分。